# Heike Eder
Heike Eder (nom de jeune fille : Heike Türtscher) est une skieuse alpine handisport autrichienne, née le 30 mai 1988 à Feldkirch.

## Palmarès

### Jeux paralympiques
| Épreuve / Édition | Pyeongchang 2018 |
| ----------------- | ---------------- |
| Descente          | -                |
| Super-G           | -                |
| Slalom géant      | DNF              |
| Slalom            | Bronze           |
| Super combiné     | -                |